# 모럴센스
"모럴센스"(영어: Love and Leashes)는 2022년 공개된 대한민국의 로맨틱 코미디 영화이다. 박현진이 감독을 맡았으며, 겨울의 동명 웹툰이 영화의 원작이다.

## 줄거리
남다른 취향을 가진 남자와 우연히 그의 비밀을 알게 된 여자의 색다른 로맨스를 그린 영화.

## 등장인물
- 서주현 - 정지우 역
- 이준영 - 정지후 역
- 이엘 - 혜미 역
- 이석형 - 우혁 역
- 서현우 - 황팀장 역
- 김한나 - 김윤아 역
- 안승균 - 이한 역
- 백현주 - 지우 모 역
- 이현배 - 제너럴 역
- 우연서 - 홍보팀 직원 1 역
- 차희주 - 홍보팀 직원 2 역
- 김현서 - 홍보팀 직원 3 역
- 구동훈 - 수목원 카페직원 2 역
- 김보라 - 하나 역 (우정출연)
- 허정도 - 오 팀장 역 (우정출연)
- 전석찬 - 홍 과장 역 (우정출연)
- 박희본 - 나레이션 역 (특별출연)

## 참고 사항
- 서주현과 이준영의 사실상의 한국 장편영화 데뷔작이다.